# Рашид ад-Дин Синан
Раши́д ад-Ди́н Сина́н (араб. رشيد الدين سنان‎) также известный как «Аль-Муалим» (1130, Басра — 1193, Масьяф, Хама) — да’и и лидер сирийской ветви Аламутского государства (ассасинов) и важная историческая фигура Крестовых походов.
Опасаясь за свою практику посылать своих последователей убивать своих врагов, он совершил несколько покушений на жизнь лидера Айюбидов Саладина, который выступал против шиитов-исмаилитов. Латинские источники из Государства крестоносцев называют его Vetulus de Montanis, что происходит от арабского титула Шейх аль-Джабаль, означающее «мудрец» или, дословно, «горный старец».

## Биография

### Ранняя жизнь
Рашид ад-Дин Синан родился в 1133 году в районе Басры, на юге Ирака, в благополучной семье. Согласно его автобиографии, из которой сохранились только фрагменты, Рашид, поссорившись с братьями, отправился в Аламут, крепость низаритов, где получил типичную подготовку ассасинов. В 1162 году лидер секты Хасан ‘Ала Зикрихи’с-Салам отправил его в Сирию, где он провозгласил киямат, что в низаритской терминологии означает время аль-Каима и отмену шариата. Находясь в цитаделях низаритов аль-Кахф, а затем в Масьяфе, он контролировал северные сирийские районы Джебель-Ансария, Мааррет-Мисрин и Сармин. Получив власть над сирийским филиалом ассасинов, Рашид ад-Дин начал увеличивать свою автономию от центра в Аламуте, а подчинённые приписывали ему полубожественный статус, обычно приписываемый имамам. Как итог, авторитет Рашид ад-Дина заметно возрос перед западным миром, а видные участники Крестовых походов вели переговоры именно с ним, а не с имамом в Аламуте.

### Правление
Его заклятый враг Саладин, султан Египта и Сирии, дважды смог избежать попыток убийства, совершённых по приказу Рашида, и, когда он шёл против Алеппо, Саладин опустошил владения низаритов. В 1176 году Саладин осадил Масьяф, но он снял осаду после двух заметных событий, которые, как считается, произошли между ним и «горным старцем». По одной из версий, однажды ночью охранники Саладина заметили, как светящаяся искра движется вниз по склону Масьяфа, а затем исчезает среди палаток султана. Саладин проснулся от сна и увидел фигуру, выходящую из палатки. Он увидел, что лампы в его палатке были смещены, а рядом с его кроватью лежали горячие лепёшки, характерные для ассасинов, с запиской наверху, прикреплённой отравленным кинжалом. Записка угрожала, что он умрёт, если не снимет осаду. Саладин громко вскрикнул, заявив, что сам лидер ассасинов был тем, кто покинул палатку. После этого Саладин велел своим охранникам договориться с Синаном. Понимая, что он не сможет покорить ассасинов, он решил объединиться с ними против крестоносцев. Последнее вмешательство Рашид ад-Дина в политическую жизнь Святой Земли произошло в 1191 году, когда он приказал убить недавно избранного короля Иерусалима Конрада Монферратского. Был ли это заказ короля Англии Ричарда I или Саладина, неизвестно. В 1193 году от имени Синана Леопольду V, герцогу Австрийскому, было отправлено письмо, в котором ответственность за убийство Конрада бралась на Синана. В настоящий момент письмо принято считать подделкой, сфабрикованной после смерти «горного старца».

### Смерть
Рашид ад-Дин Синан умер в 1193 году в замке аль-Кахф, тело похоронено в Саламии, однако недалеко от крепости аль-Кахф находится мавзолей, и высказываются предположения, что лидер сирийских ассасинов похоронен именно там. Его преемником в 1192 или 1193 году стал иранский да’и Абу Мансур ибн Мухаммад или Наср аль-Аджами, назначенный из Аламута, который значительно снизил автономию сирийского филиала ассасинов.

## В культуре
- Рашид ад-Дин Синан появляется в играх Assassin's Creed и Assassin's Creed: Revelations в качестве наставника ассасинов. Примечательно, что все герои игры, включая врагов ассасинов — тамплиеров, называют Рашида «аль-Муалим», что на арабском означает «учитель».
- В романе «Походный барабан» Луиса Ламура.